# 黒松 (企業)
黒松（ヘイソン、くろまつ）は、台湾の飲料専門メーカーである。「黒松汽水」という名のソーダ水と「黒松沙士」という名のルートビアが主力商品である。本社は台北市大安区にある。

## 概要
黒松は、1925年張氏家族により設立された。1924年、創業者の張文杞（チャン・ブンキ）氏は、7名の従兄弟からの出資で、当時ラムネを生産していた“ニコニコ”商社から設備を購入した。翌1925年には進馨（ジンシン）商会を設立、富貴ラムネと富士中瓶炭酸水を生産し、黒松の基礎を作り上げた。
当時、張文杞氏は生産開発を担当し，弟の張有盛氏は営業とマーケティングを担当した。兄弟は協力し合って黒松企業発展の基礎を作り、1931年には黒松ブランドを立ち上げ、黒松炭酸水を誕生させた。
現在では、黒松は台湾でもっとも歴史がある飲料食品メーカーであり、台湾の飲料の発展を記録していると言われるメーカーでもある。
創業から90年程を経た現在、営業体制は代理店制をとっており、台湾全国319の行政区に108の代理店を設置、毛細血管のように緻密に張り巡らされた配送システムとして業界では有名である。
資本金は54億元。2008年度の売上高は35億元。

## 生産工場
- 中壢（ゾンリ）工場 - 1978年より運用開始。東南アジア面積最大で設備最先端の飲料工場。工場内は全面的に自動化されており、台湾自動化優良賞を獲得している。建築物は、飲料博物館、研究開発センター 、オフィスビル 、製造工場 、付属製造工場、果汁工場、ペットボトル製造工場、材料倉庫など。製造ラインは25本。中壢廠は乳製品工廠にも登録しており、生乳製造と乳製品も生産することが出来る。
- 斗六（トウリョウ）工場 - 雲林県斗六市文化路にあり、現在は缶コーヒーと原料（原液）をメインに稼動している。敷地面積は79,950平方メートル。建築物は、炭酸工場、果汁工場、材料倉庫、成品倉庫。製造設備は、缶生産ラインが2セットである。
- 中国蘇州（ソシュウ）工場 - 2003年、黒松食品(蘇州)有限公司が蘇州で施工。2004年に生産を開始し、黒松のマークを背負って中国市場へ本格的な展開を始めた。

以上、3か所にある全工場がISO9000:2000とISO22000(HACCP)認証を取得しており、また全てのラインは食品GMP認証を取得している。
このほかに台北、桃園、雲林、高雄には物流センターを設け、常温、チルドの配送車隊を常備している。そのため最速のスピードで物流サービスを台湾全国に届けることが出来る。

## 商品ラインナップ
- 炭酸飲料
  - 黒松沙士、黒松汽水、黒松可楽、C&C
- 缶コーヒー
  - 韋恩珈琲、畢德麥亞咖啡、歐香咖啡
- 茶飲料・黒松ブランド
  - 大麦紅茶、青檸香茶、蜂蜜冬瓜茶、麦茶、沖縄黒糖董茶、泡沫緑茶、梅子の緑茶、茉莉緑茶、油切烏龍茶、黑松茶花綠茶、欧香奶茶
- 茶飲料･就是茶ブランド
  - 龍井緑茶、高山烏龍、大吉嶺紅茶、和風緑茶
- 果汁飲料
  - 柳橙C、蘋果C、葡萄C、蔓越莓c、百香果c、奇異果c、水蜜桃c、芭楽汁
- 果汁飲料・緑洲ブランド(チルド飲料)
  - 綠洲芭楽汁、綠洲柳橙汁、蔓越梅綜合果汁、葡萄汁、蔬果汁、100%柳橙綜合、100%葡萄綜合、油切烏龍茶、黑松茶花綠茶、黒松麦茶
- 機能性飲料
  - FIN深海健康補給飲料（静岡県沖の海洋深層水を使用）、黒松運動飲料、爽口瞬間、海洋魔力
- ミネラルウォーター
  - 黒松天霖純水、黒松純水
- 酒類
  - 自社ブランド
    - ベリーウィスキー、スペインSANGRIA赤ワイン

  - 總代理ブランド
    - 台灣ビール金牌生ビール、台灣ビール金牌黑ビール、台灣ビール金牌紅麴ビール、格蘭菲迪單一純麥蘇格蘭ウィスキー、チリー賽羅蘇梅弗赤ワイン、チリー潘尼精選赤ワイン、チリー潘尼入門卡本內蘇維濃い赤ワイン、フランス凱斯堡赤ワイン(AOC地區級)、フランス豪帝堡赤ワイン(AOC地區級)、フランス皇家豪帝堡赤ワイン(AOC地區級)

  - 商標権共有（總代理）
    - 黑松白鹿清酒、黑松白鹿しぼりたて清酒、黒松白鹿慶祝清酒

## 他国の企業との提携
- 1989年 アメリカの食品ブランド「Dr.Pepper」、「7-UP」 と生産、販売提携。
- 1997年 「ネスレ」社と提携し、「サンタリカー」コーヒーを販売。自社ブランドの赤ワイン、ウィスキーなどのOEM販売。
- 2001年 フィンランドの「VALIO」社と提携、LGGヨーグルト製造販売を始め、専門飲料製造から乳製品新事業開始。
中国の白酒「五良醇（ウリャンジュン）」などの販売開始。
- 2002年 「カゴメ」社と製造販売提携。トマトジュース、野菜ジュースを販売。
- 2003年 「P＆G」社と販売契約。「プリングルズポテトチップス」販売。
- 2007年 台湾「サントリー」と製造販売契約。「C.C.レモン」、「DAKARA」、「なっちゃん」の製造と販売。（2015年に提携解消）
- 2008年 「辰馬本家酒造」と商標権を共有する形で「黒松白鹿」清酒を台湾で全国発売。同年食品事業設立「黑松生技」ブランド「蘇打餅乾」、「牛軋糖」などの食品を発売。